# 93 Empire
Albums
Affranchis
(2018) La Direction
(2021)
Singles
1. Woah
Sortie : 27 juillet 2018
2. Sur le drapeau
Sortie : 14 septembre 2018
3. Empire
Sortie : 5 octobre 2018

93 Empire est une compilation de hip-hop français regroupant une quarantaine d'artistes issus de Seine-Saint-Denis, sortie le 5 octobre 2018. 
Sofiane, déjà auteur d'un morceau intitulé 93 Empire, est à l'initiative du projet.

## Clips vidéo
- Woah (Sofiane, Vald, Mac Tyer, Soolking, Sadek, Heuss l'Enfoiré et Kalash Criminel) : 3 août 2018
- Sur le drapeau (Suprême NTM et Sofiane) : 26 septembre 2018
- Empire (Sofiane et Kaaris) : 5 octobre 2018
- Maman veut pas (Q.E Favelas, Sadek et GLK) : 23 novembre 2018
- Iencli (Vald et Sofiane) : 7 décembre 2018

## Liste des titres
| No  | Titre                                                                               | Producteur(s)    | Durée |
| --- | ----------------------------------------------------------------------------------- | ---------------- | ----- |
| 1.  | Empire (Sofiane et Kaaris)                                                          | Diias            | 3:12  |
| 2.  | Woah (Sofiane, Vald, Mac Tyer, Soolking, Sadek, Kalash Criminel et Heuss l'Enfoiré) | Diias            | 4:06  |
| 3.  | Nouvelle monnaie (Sofiane, Landy et Kaaris)                                         | Zeg P            | 3:17  |
| 4.  | Iencli (Vald et Sofiane)                                                            | Zeg P            | 3:42  |
| 5.  | Crépuscule des empires (Sofiane et Alpha 5.20)                                      | Zeg P            | 3:41  |
| 6.  | Apollonia (Sofiane et Dadju)                                                        | Zeg P            | 3:48  |
| 7.  | Maman veut pas (Sadek, Q.E Favelas et GLK)                                          | Yasser Beats     | 3:57  |
| 8.  | Pas le choix (Sofiane, Lartiste et Kaaris)                                          | Diias            | 3:03  |
| 9.  | La maille (Rémy, Hornet la Frappe et Kalash Criminel)                               | Nock-Pi et Diias | 3:23  |
| 10. | Drive By (Sadek, Dinos et Ixzo)                                                     | Zeg P            | 4:19  |
| 11. | Jusqu'ici tout va bien (Sofiane et Vegedream)                                       | Diias            | 2:40  |
| 12. | Rafaler (Kaaris, 4Keus Gang, Q.E Favelas et Mac Kregor)                             | Diias            | 4:16  |
| 13. | Sur le drapeau (Suprême NTM et Sofiane)                                             | Diias            | 3:19  |
| 14. | Dinero (Lartiste, Da Uzi et Don Milli)                                              | Diias            | 3:18  |
| 15. | 93 Coast (Sofiane et Hornet la Frappe)                                              | Diias            | 2:26  |
| 16. | Jay-Z (Sofiane, Busta Flex, Shone et Nakk Mendosa)                                  | Zeg P            | 3:09  |
| 17. | Viens dans mon 93 (Sofiane, Dinos et Hornet la Frappe)                              | Zeg P            | 3:23  |
| 18. | Tout le monde sait (Kalash Criminel, GS Clan, Brvbus et Kosi)                       | Zeg P            | 2:40  |
| 19. | Dans le bat (Sofiane et Dabs)                                                       | Zeg P            | 3:08  |
| 20. | El Mero Mero (Sofiane, Sifax, Bakyl et Worms-T)                                     | Diias            | 3:24  |
| 21. | Vif (Sofiane, Mayo et Solo Le Mythe)                                                | Zeg P            | 3:29  |
| 22. | 93 Empire Remix (Boozoo Bakhaw, Goulag, Mansly, Benzo et Kalash Criminel)           | Yasser Beats     | 5:37  |

## Accueil commercial
Lors de sa première semaine de sortie, l'album se classe au deuxième rang des ventes et s'écoule à 26 415 exemplaires. À la fin du mois, soit trois semaines après sa sortie, le projet devient disque d'or en atteignant le cap des 50 000 ventes. 

## Ventes et certifications

### Album
| Région | Certification            | Ventes/Streams |
| ------ | ------------------------ | -------------- |
| France | Platine[réf. nécessaire] | 130 000        |

### Titres
- Woah  Platine[4]
- Sur le drapeau  Diamant[5]